# Chuck Daly
Chuck Daly (St. Marys u Pennsylvaniji, 20. srpnja 1930. – Jupiter u Floridi, 9. svibnja 2009.), košarkaški trener iz SAD-a. Između 1969. i 1977. bio je sveučilišni trener vodivši Boston College i Pennsylvaniju. U NBA je u sezoni 1981./82. trenirao Cleveland Cavalierse. Zatim je od sezone 1983./84. do sezone 1991./92. trenirao Detroit Pistonse dovevši ih do naslova u sezonama 1988./89. i 1989./90. Još je trenirao New Jersey Netse (1992./93. i 1993./94.) i Orlando Magic (1997./98. i 1998./99.). Vodio je Momčad snova iz 1992. do olimpijskog zlata. Umro je od raka gušterače.